# Neal Morse
Neal Morse (nascido em 2 de Agosto de 1960 em Van Nuys, California) é um multi-instrumentista e compositor de rock progressivo cristão americano, de Nashville, Tennessee. Deixou suas bandas Spock's Beard e Eric Burdon & The New Animals para trilhar uma carreira solo após se converter ao cristianismo. Contudo, ainda é membro dos supergrupos Transatlantic e Flying Colors, nos quais atua como tecladista e vocalista.
Atualmente, frequenta o Christian Gospel Temple.

## Carreira
Seu primeiro trabalho na carreira solo, foi o álbum que levava o seu nome: Neal Morse. Este álbum contava com a épica "A Whole Nother Trip". Em 2003 lançou Testimony, álbum duplo que contou com Mike Portnoy na bateria, que já era seu colega no Transatlantic e mais tarde o acompanharia no Flying Colors também. Em 2004 lançou One e em 2005 o álbum Question Mark (?).
No ano de 2006, em parceria com Portnoy novamente, surgiu o projeto Cover to Cover com regravações de sucessos de Monkeys, Cream, U2, David Bowie, The Who, etc.
Em 2007, Morse volta a lançar um novo álbum, Sola Scriptura Mais uma vez, a bateria fica a cargo de Mike Portnoy, enquanto Randy George fica com o baixo e Morse faz vocais, guitarras e teclados. Nesse trabalho, houve a participação especial do guitarrista Paul Gilbert (Mr. Big, ex-Racer X), em "Upon the Door", "Do You Know My Name?" e na flamenca "Two Down, One to Go".

## Discografia

### Álbuns a solo
- Neal Morse (1999)
- It's Not Too Late (2001)
- Testimony (2003)
- One (2004)
- Lead Me Lord (Worship Sessions Volume 1) (2005)
- God Won't Give Up (2005)
- ? (2005)
- Send the Fire (Worship Sessions Volume 2) (2006)
- Sola scriptura (2007)
- Songs from the Highway (2007)
- Secret Place (Worship Sessions Volume 3) (2008)
- Lifeline (2008)
- The River (Worship Sessions Volume 4) (2009)
- Mighty to Save (Worship Sessions Volume Five) (2010)
- Testimony Two (2011)
- Momentum (2012)
- Get in the Boat (2013)
- Songs from November (2014)
- To God Be the Glory (2016)
- Jesus Christ the Exorcist (2019)
- Sola Gratia (2020)

### Com o Spock's Beard
- The Light (1995)
- Beware of Darkness (1996)
- The Kindness of Strangers (1997)
- Day for Night (1999)
- V (2000)
- Snow (2002)

### Com o Transatlantic
- SMPT:e (2000)
- Bridge Across Forever (2001)
- The Whirlwind (2009)
- Kaleidoscope (2014)
- The Absolute Universe (2021)

### Com o Flying Colors
- 2012 – Flying Colors
- 2014 – Second Nature
- 2019 – Third Degree

### Com o The Neal Morse Band
- 2015 – The Grand Experiment
- 2016 – The Similitude of a Dream
- 2019 – The Great Adventure
- 2021 – Innocence & Danger

### Com D'Virgilio, Morse & Jennings
- 2022 – Troika